# Castanopsis semifabri
Castanopsis semifabri là một loài thực vật có hoa trong họ Fagaceae. Loài này được X.M. Chen & B.P. Yu mô tả khoa học đầu tiên năm 1991.